# 문창극
문창극(文昌克, 1948년 10월 29일 ~ )은 대한민국의 언론인이다.

## 이력
본관은 남평이며, 충청북도 청주시 출신이다. 서울고 졸업을 거쳐 서울대학교 정치학과에서 학사 학위를 받았하였다. 해군학사장교(항해병과)로 복무하며 1972년 7월부터 1975년 7월까지 36개월의 군복무를 마쳤다. 1975년 중앙일보 기자를 시작으로 중앙일보 정치부 부장, 정치담당 부국장, 미주총국 총국장, 논설주간을 거쳐 중앙일보 주필과 대기자를 지냈다. 현재 한국신문방송편집인회 회장, 한국정치평론학회 회장, 고려대 미디어학부 석좌교수를 거쳐 서울대 언론정보학부 초빙교수에 재직 중이다.
2014년 6월 국무총리 후보로 지명되었다가 같은 달 11일 KBS의 보도에 의해 사퇴여론이 일어나자 24일 자진사퇴하였다.

## 논란

### 노무현 대통령 관련 칼럼 논란
문창극은 중앙일보 기자 시절 '남은 2년이 너무 길다'라는 칼럼에서, 노무현 당시 대한민국 대통령에 대하여 "우리 귀를 더럽히고, 격을 낮추는 (노 대통령의) 말을 2년이나 더 들어야 한다는 생각을 하면 앞으로 남은 기간이 너무 길다는 한탄이 나온다'는 등 노무현 대통령을 조롱하는 내용의 칼럼을 집필하여 논란이 있었다.
특히 문창극이 중앙일보 대기자 시절이던 2009년 5월 26일, '공인의 죽음'이라는 제목의 '문창극 칼럼'이 논란이 되었다. 문창극은 2009년 5월 23일 서거 노무현 전 대통령에 대해 "죽음이 모든 것을 덮는다고 하지만 그의 죽음은 자연인과 공인의 성격으로 나누어 판단해야 한다. 자연인으로서 가슴 아프고 안타깝지만 공인으로서 그의 행동은 적절치 못했다... 그 점이 그의 장례절차나 사후 문제에도 반영되어야 했다... 그렇지 않아도 세계 최대의 자살국이라는 오명을 쓰고 있는 이 나라에서 대통령을 지낸 사람까지 이런 식으로 생을 마감한다면 그 영향이 어떻겠는가?... 백번 양보해 자연인으로서의 그의 선택을 이해하는 마음으로 받아들인다 해도 국가의 지도자였던 그가 택한 길로는 잘못된 것이다"라는 내용의 칼럼으로 인해 노무현 전 대통령의 장례를 국장으로 치르는 것은 바람직하지 않다는 쪽으로 해석됐고, 논란이 일었다.

### '일본 식민 지배는 하나님의 뜻' 발언 논란
2014년 6월 11일, KBS 뉴스 9는 문창극이 2011년 서울특별시 서초구에 위치한 온누리교회 양재캠퍼스 수요여성예배에서 "일본의 식민지 지배와 남북 분단은 하나님의 뜻"이라고 발언했다는 사실을 단독보도했다. 이 보도에 따르면, 문창극은 "조선 민족이 일본의 식민지 지배를 받게 된 것은 이씨조선 시대부터 게을렀기 때문"이라며 "이를 고치기 위해 일본의 식민지 지배를 하나님이 받게 한 것"이라고 주장했다. 아울러 "조선 민족의 상징은 게으른 것이다. 게으르고 자립심이 부족하고 남한테 신세지는 것이 조선 민족의 DNA로 남아있었다"고 말했다. 그는 "우리 민족성을 보면 우리가 온전히 독립했으면 한반도 전체가 공산화됐을 것"이라며 남북 분단도 이를 막기 위한 하나님의 뜻이었다고 말했다.
KBS에 따르면, 2012년에 용산구에 위치한 온누리교회 서빙고캠퍼스에서 개최된 마리아행전에서, 문창극은 일제강점기의 친일파를 옹호하기도 했다. 그는 친일파 윤치호에 대해 "윤치호가 몇 년간 친일은 했지만 기독교를 끝까지 가지고서 죽은 사람"이라고 했다. 친일파에 대해 한국어가 아닌 영어로 일기를 쓰는 훌륭한 사람이라며 "우리는 사실 다 죽어야지"라고 강연하였다.
6.25 전쟁은 미국을 붙잡기 위한 하나님의 뜻"이라며 김일성의 남침과 전쟁으로 인한 비극을 정당화하였다. 또한 "일본이 이웃인 건 하나님께서 만들어 주신 지정학적 축복"이라고도 말했다.
문창극은 서울대 강의에서 일본군 강제동원 위안부 문제와 관련하여 "일본으로부터 위안부 문제를 사과 받을 필요가 없다"는 취지의 발언을 했다. 이에 대해 위안부 할머니들의 쉼터인 나눔의 집 안신권 소장은 "문창극 국무총리 후보자는 '위안부' 관련 발언에 대해 즉각 사죄하고 후보에서 사퇴해야 한다"고 밝혔다.
위 내용들이 보도되자 온누리교회의 위성방송국인 CGNTV는 공지를 통해 문창극의 발언은 CGNTV와 온누리교회의 공식입장과 무관하며, 무단 복제된 것이라고 밝혔으며, 해당 동영상의 제공을 중단한다고 밝혔다. 하지만 이러한 조치는 국무총리실이 해당 동영상의 전사록을 공개하면서 사실상 무효화되었다.

### 퀴어문화축제 비난
총리지명 다음날에 "무슨 게이 퍼레이드를 한다고 신촌 도로를 왔다갔다하고… 이 나라가 망하려고 하는 거다" 그리고  "퍼레이드를 왜 하나, 자기가 좋아한다면 그냥 좋아하면 되지, 왜 홀딱 벗고 퍼레이드 하나"라고 퀴어문화축제를 비난했다.

### 문창극 발언에 대한 일본의 반응
요미우리, 아사히, 산케이, 니혼게이자이, 교도통신, 지지통신 등 일본의 언론들은 2014년 6월13일 문창극의 "일본의 식민지배는 하나님의 뜻"이라는 발언을 일제히 보도했다. 일부 문 후보자의 발언을 비판하는 일본인은 "일본의 반한 감정 같은 발언!"이라고 꼬집었고, "너무 극단적인 발언이다, 저 나라에는 균형 잡힌 시각으로 말하는 사람이 없나보다"라고 쓴소리를 남겼다. 일본의 보수우익들은 자신들이 그동안 주장해온 과거사에 대한 인식을 한국의 총리 후보자가 대신 흡족하게 설명해줬다는 평가이다.

### 지방 비하 발언
박근혜 대통령이 장고 끝에 발탁한 문창극 국무총리 내정자가 언론사 재직 시절 행정중심복합도시인 세종시 건설을 극렬하게 반대해 온 것으로 드러났다. 문창극은 "충청도 사람들의 욕망이 가세했다. 갑자기 땅값이 뛰고 금방 큰 부자가 되는 듯이 보였다."며 서울의 부동산 기득권을 옹호하면서 충청도민을 비하한 발언 때문에 충청권과 야권에서 문창극의 총리 내정설에 반발하였다. 세종시 행정수도 원안 추진을 내세웠던 박근혜 대통령과 반대되는 행보였다.
충청권 뿐만 아니라 대구, 부산 등 영남권에서도 문창극의 총리 후보 지명에 반발하였다. <부산일보>는 "문 후보자는 중앙일보 재직 시 칼럼을 통해 동남권 신공항과 세종시 건설을 반대하는 등 수도권 편향의 시각을 보여 줬다"며 "이처럼 왜곡된 역사관과 불균형한 국가발전관에 사로잡힌 인사를 어떻게 총리 후보로 지명했는지 납득할 수 없다."고 반발하였다.
<제주의소리>는 "노무현 대통령이 과거 잘못된 국가공권력 행사에 대해 사과하고, 박근혜 대통령이 4.3국가추념일로 지정할 만큼 국가에 의해 공인된 4.3의 의미를 정면으로 부정하는 발언이었다"며 문창극을 질타했다.

### 박근혜 인신 공격 논란
문창극은 중앙일보 2007년 7월 9일자 <문창극칼럼-권력의 비늘을 떼라>에서 박근혜 대통령에 대해 인신 공격하는 모욕적인 조롱을 펼쳤다. 문창극은 칼럼을 통해 "박근혜씨 역시 간단하지 않다. 아버지의 유산은 긍정적인 정도만큼이나 부정적으로 작용할 것이다. 과거 회귀라는 질책과 여자라는 문제가 극복되어야 한다. 외국의 예를 많이 들지만, 그들이 강조하는 것은 "어머니의 정치'다. 자녀를 키우고 집안살림을 꾸려본 여자들이, 나라살림도 남자보다 더 섬세하게 할 수 있으리라는 기대 때문이다. 박 후보는 이런 경험이 있는가."라며 비판하였다. 또한 "그녀는 자기 주장을 논리적으로 자세히 설명하지도, 기자회견을 통해 발표하지도 않는다. 그저 몇 마디 하면 주변의 참모가 이를 해석하고, 언론은 그것을 대서특필한다. 휘장 안에 있는 그녀가 신비하기 때문일까? 자유인인 지금도 이럴진대 만약 실제 권력의 자리에 들어서면 어떻게 될까? 누가 감히 그 휘장을 벗기고 그녀의 진짜 모습을 볼 수 있겠는가."라면서 한나라당과 박근혜를 비판하기도 했다.

### 탈영 논란
문창극은 1972년 7월부터 1975년 7월까지 해군 장교로 복무했다. 그동안 서울대 정치학과 대학원을 다녔고, 관련한 허가를 받지 않았다고 새정치민주연합 소속의 전해철 의원이 밝혔다. 의원실 관계자는 "문창극은 '갑종 위탁생'이 아님에도 주간 대학원을 다녔지만, 인사기록에는 대학원 재학 승인과 관련한 기록이 없었다"고 말했다. 이어 "군내 적법 절차를 밟지 않고 '개인적으로' 대학원을 다닌 것은 규정 위반이며 징계 사안"이라고 주장했다. 이에 문창극은 "사실상의 무보직 상태여서 해군참모총장의 승인을 받았다"고 주장했으나, 해군 인사기록 결과 대학원 재학 당시 문창극은 사천함 갑판사관, 해군본부 비서실 부관, 해군본부 기참부 관리제도담당의 임무를 수행하였으며, 대학원 수학과 관련한 허가서 등도 없었다.
그러나 국방부는 "개인적으로 업무에 지장을 초래하지 않는 범위 내에서 일과 후 또는 휴일에 대학원을 다니는 것은 별도로 규정하고 있지 않다"고 주장했으며, "국방부에서 '규정 위반이며 징계 사안'이라고 설명했다는 보도 내용은 사실이 아니다"라고 밝혔다.

### 문창극 조부 독립유공자 진위 논란
국가보훈처 관계자는 6월 23일 "대한독립단 대원으로 활동한 애국지사 문남규와 문창극의 조부가 동일 인물인 것으로 확인됐다."고 말했다.
문남규는 1921년 평안북도 삭주에서 일본군과 전투 중 전사했다. 이같은 내용은 1921년 4월9일자 독립신문에 실렸으며 보훈처는 이를 근거로 2010년 11월 순국선열의 날에 문남규 선생에게 건국훈장 애국장을 추서했다.  보훈처는 그러나 문남규의 유족 확인이 안 돼 훈장을 임시로 보관했다고 한다. 보훈처에 따르면, 문 후보자 조부의 원적지가 평북 삭주로 같으며 한자 이름도 동일하다. 문창극의 부친인 문기석은 1931년 호주 상속을 받은 것으로 확인됐다. 문기석씨는 생전에 "7세(1921년)때 (독립운동을 했던) 아버지가 숨졌다"고 말한 것으로 알려졌다. 보훈처 관계자는 "문창극은 국무총리 후보가 된 이후 보훈처에 조부의 독립운동 사실을 문의해 왔다"며 "한자 이름이 동일하고, 원적지가 같은 점, 문 후보자의 부친 증언 등을 미뤄 문 후보자의 조부를 애국지사 문남규로 판단했다" 고 말했다.
그러나 민족문제연구소 유은호 책임연구원은 “애국지사 문남규 선생과 문창극 후보의 조부가 동일인이라고 확정할 수 있는 자료는 아무 것도 없다. 현재 발굴된 사료로는 문남규 선생의 출생지를 알 수 없다. 다만 대한독립단 주00 휘하 소대 대원으로 1920년(민국2년) 평안북도 삭주에서 일본군과 전투 중 전사했고 이 같은 내용이 1921년 4월9일자 독립신문에 실려있다는 것은 확인할 수 있다”고 말하고, "국가보훈처 발표와 달리 독립신문 기사의 문맥을 볼 때 선생은 1921년이 아니라 1920년에 전사한 것으로 보는 것이 타당하다. 독립신문의 기사는 당시 여건상 사건 발생 후 상당한 시간이 흐른 뒤 실리는 경우가 일반적이었다"고 주장했다.

## 각계의 반응
- 청와대는 "뛰어난 통찰력과 추진력을 바탕으로 공직사회 개혁과 비정상의 정상화 등에 국정과제들을 제대로 추진해 나갈 분이라고 생각한다"고 내정 배경을 설명했다.[26]
- 성균관은 성명을 내어  "나라의 존엄과 선열을 모독한 문창극은 역사와 민족 앞에 무릎꿇어 사죄하고, 자진사퇴해야 한다"며 "우리 1천만 유림은 정의(正義)와 애족(愛族)의 충정(衷情)을 담아 문창극의 망언을 엄중 규탄하고 그 사퇴를 요구하는 바이다"고 밝혔다[27].
- 전국민주노동조합총연맹은 '위안부 망언' 등으로 논란을 빚고 있는 문창극 국무총리 후보자에 대해 "인사청문회까지 갈 것 없다"며 "박근혜 정부는 문창극 총리 지명을 당장 철회하라"고 말했다[28].
- 안철수 새정치민주연합 당시 공동대표는 12일 문창극 국무총리 후보자 발언에 관련해 "대통령이 문 후보자의 입장에 동의하는 것이 아니라면 인사권자 입장에서 더 이상 국민들의 마음에 상처 입히지 말고 인사를 취소해야 한다"고 말했다. 또한 김한길 당시 공동대표도 "문창극 총리 후보의 궤변은 우리의 자랑스런 조상을 능멸하고, 함부로 하나님을 팔아 하나님을 욕보이는 일"이라고 말하였다[29]
- 노회찬 전 정의당 대표는 문창극 국무총리 후보자의 망언에 대해 "일본의 아베 총리가 각료로 임명한 사람이 아닌가 싶다"고 비판했다[30].
- 한국기독교교회협의회(NCCK)는 일본의 식민지배와 남북분단이 하나님 뜻이라는 문창극 총리 후보자의 발언에 대해 "기독교 신앙으로 포장했을 뿐 잘못된 신앙에 근거한 부적절한 주장"이라며 후보자 지명 철회를 촉구했다[31].
- 실천불교전국승가회, 참여불교재가연대와 민주주의불자회, 정의평화불교연대, 한반도평화통일불교실천기획단 등 불교계 단체들은 "대통령과 청와대는 문창극 국무총리 후보의 지명을 즉각 철회할 것을 촉구한다"며 "문창극 후보자는 이념적으로는 극우세력에, 종교적으로는 근본주의에 뿌리를 내리고 있는 인물"이라고 비판했다.[32]
- 전국언론노조는 "청와대가 공언한 국가 개조가 역사와 국가를 배반하고 국민에게 치욕을 안겨주는 것이라면 절대 용납할 수 없다"며 "언론사의 검증 보도에 대해 법적 대응 운운하는 언론인 출신 총리후보자의 파렴치함도 지켜보기조차 고통스럽다. 청와대는 더 늦기 전에 총리후보자 지명을 즉각 철회하고 국민에게 씻을 수 없는 고통을 가한 사실에 석고대죄하라"고 말했다.[33]
- 나라사랑실천운동·대한민국 어버이연합·자유개척청년단 등 7개의 보수성향 시민단체는 13일 서울 여의도 KBS 본관 앞에서 기자회견을 열고 "공영방송인 KBS가 문창극 국무총리 후보자에 대한 악의적 편집으로 왜곡 보도해 국정운영을 방해하려 한다"고 비난했다.[34]
- 이인호 아산정책연구원 이사장은 2014년 6월 19일 보수성향 종편방송인 'TV조선' 시사프로그램 '시사토크 판'에 출연해 "지금 사회 분위기는 한탄스럽고 경위 자체가 오싹하다"며 "문 후보자가 낙마해야 한다면 이 나라를 떠나야 할 때"라고 말했다.[35]

## 주요저서
- 《문창극의 역사읽기》 도서출판 기파랑, 2015. ISBN 9788965238737
- 《문창극 칼럼 자유와 공화》 을유문화사, 2008. ISBN 9788932471419
- 《미국은 살아있다》 고려원, 1994. ISBN 9788912128227
- 《학술논문 시사진단-나눔까지 정부가 주도해서야》 KISTI 2006년
- 《한·미간의 갈등유형 연구 : 주요사례를 중심으로》 서울대학교. 1993년
- 《국제정치에 있어서의 도덕과 권력 : 정치현실주의를 중심으로》 서울대학교. 1998년